# John Foxx
Pour les articles homonymes, voir Foxx.
John Foxx (né Dennis Leigh le 26 septembre 1948) est un chanteur, musicien, artiste, photographe, graphiste, écrivain et enseignant anglais. Il est le chanteur original du groupe Ultravox, avant de se lancer en 1980 dans une carrière solo. Principalement associé à la musique électronique, il a également poursuivi une activité parallèle en graphisme et dans le registre éducatif.
Selon Andy Kellman d'AllMusic, « John Foxx a exercé une influence majeure sur d'innombrables groupes d'art pop, de new wave, de cold wave et de techno depuis les années 1970. Ses sonorités synthétiques glacées et ses structures de chansons sophistiquées, ainsi que ses paroles surréalistes et son style vocal détaché et percutant, ont inspiré des artistes grand public et underground à travers les décennies ».

## Jeunesse et éducation
Dennis Leigh est né en Angleterre à Chorley, dans le Lancashire. Son père était mineur de charbon et boxeur, sa mère menuisière. Au cours de sa jeunesse dans les années 1960, il a embrassé le style de vie d'un mod puis d'un hippie. Il a expérimenté des magnétophones et des synthétiseurs pendant une bourse au Royal College of Art de Londres. 
Son premier groupe, formé vers 1967 alors qu'il était étudiant à l'université d'art de Preston, s'appelait Woolly Fish. 
Avant 1973, il chantait et jouait d'une guitare 12 cordes, et soutenait occasionnellement Stack Waddy à Manchester, ville d'où il a ensuite déménagé pour Londres afin d'échapper à ce qu'il considérait comme un manque de stimulation musicale. 

## Carrière musicale
En 1973, Foxx a formé un groupe qui s'appellerait finalement Tiger Lily, avec le bassiste Chris Allen et le guitariste Stevie Shears, le batteur canadien Warren Cann les rejoignant peu après, au début de 1974. Le groupe a joué son premier concert au Marquee Club en août 1974, après quoi Billy Currie a été recruté comme violoniste et claviériste.
Tiger Lily a sorti un single en 1975 sur Gull Records, dont la face A était une reprise de la chanson de Fats Waller Ain't Misbehavin'. Il avait été commandé pour un film éponyme, mais n'a finalement pas été utilisé. La face B était une création du groupe Monkey Jive. Tiger Lily a joué quelques concerts dans des pubs londoniens entre 1974 et 1975.

## Ultravox (1976-1979)
Après plusieurs changements de nom, dont Fire of London, The Zips puis The Damned, le groupe devient Ultravox!, en juillet 1976. Le style du groupe fusionne la musique punk, glam, électronique, reggae et new wave. Dans le même temps, Leigh a adopté son nom de scène, John Foxx :
« Foxx est beaucoup plus intelligent que moi, plus beau, plus rayonnant. Une sorte d'entité naïvement perfectionnée. Il est vraiment comme un enregistrement, où vous pouvez faire plusieurs essais jusqu'à ce que vous ayez raison, ou faire un composite de plusieurs sections réussies, puis jeter le reste. »
Chris Allen, qui avait brièvement pris le nom de Chris St. John, a de nouveau changé de nom pour Chris Cross.
Après que le groupe a signé chez Island Records, il sort trois albums entre 1977 et 1978. Le premier single d'Ultravox!  est Dangerous Rhythm ; accompagné de My Sex, il sort le 19 janvier 1977. Leur premier album suit peu de temps après, produit par Steve Lillywhite et le groupe avec l'aide de Brian Eno. Vient ensuite leur deuxième album, Ha! -Ha! -Ha!, qui comprenait le single ROckWrok. Mais les deux sont des échecs commerciaux. 
Pour leur troisième album, Systems of Romance, Ultravox abandonne le point d'exclamation dans son nom. Leur premier guitariste, Stevie Shears, a été remplacé par Robin Simon, du groupe Neo. L'album a été coproduit par Conny Plank. Deux singles furent issus de l'album, Slow Motion et Quiet Men. Les ventes sont modestes, mais l'album permet au groupe d'être exposé à un public plus large, y compris aux États-Unis.
Lors de la production de Systems of Romance, une chanson éponyme, écrite, n'a pas eu le temps d'être enregistrée. Elle sera plus tard incluse dans le deuxième album solo de Foxx, The Garden. Le groupe entreprend une tournée autofinancée aux États-Unis en février ; lors de cette tournée, Foxx a commencé à jouer avec le groupe trois de ses  futures chansons en solo, He's a Liquid et Touch & Go (plus tard présentes sur Metamatic, son premier album solo) et Walk Away (qui fera partie de l'album The Garden). Cette dernière chanson n'a été interprétée à nouveau par Foxx qu'en 1983.
Le groupe Ultravox est abandonné par sa maison de disques au début de 1979. Foxx quitte le groupe à la fin de la tournée et se tourne vers le travail en solo. Il sera remplacé au sein d'Ultravox par Midge Ure.

## Carrière solo (1980-1985)
Après avoir signé avec Virgin Records, Foxx a obtenu un succès mineur dans les charts avec ses premiers singles en solo, "Underpass" (Royaume-Uni n ° 31) et "No-One Driving" (Royaume-Uni n ° 32). Son album solo Metamatic a été publié le 17 janvier 1980 et a culminé au n ° 18 dans le UK Albums Chart. Foxx a joué la plupart des synthétiseurs et "machines à rythme", comme ils étaient listés sur la pochette. L'une des chansons de l'album, "Metal Beat", doit son titre d'un son de boîte à rythmes CR-78 utilisé sur le disque. Virgin a sorti l'album sous le nom de marque Metal Beat Records, qui a été utilisé pour les sorties de Foxx tout au long de son contrat avec eux.
Il a ensuite travaillé sur des dizaines de musiques pour deux albums projetés, et l'une de celles-ci, "My Face", est sortie sur un flexi-disc donné avec Smash Hits en octobre 1980. 
Le prochain album de Foxx est The Garden, sorti en septembre 1981. Il atteignit le numéro 24 dans le UK Albums Chart. Le point de départ de l'album était "Systems of Romance", écrit par Foxx pour l'album précédent mais non publié à l'époque. 
En 1982, Foxx a créé son propre studio d'enregistrement, conçu par Andy Munro, également appelé The Garden, logé dans un collectif d'artistes à Shoreditch, à l'est de Londres, dans un ancien entrepôt également occupé par des sculpteurs, des peintres et des cinéastes. Il a produit des enregistrements de démo pour le premier album de Virginia Astley From Gardens Where We Feel Secure. Des artistes tels que Depeche Mode, British Electric Foundation, Brian Eno, Trevor Horn, Bronski Beat, The Cure, Nick Cave and the Bad Seeds, Tina Turner, Siouxsie and the Banshees et Tuxedomoon ont également enregistré dans le studio de Foxx. 
En 1983, Foxx fournit de la musique pour la bande originale du film Identification d'une femme de Michelangelo Antonioni. En septembre de cette année-là, son troisième album solo The Golden Section est publié, suivi d'une tournée, ses premières performances live depuis Ultravox. 
L'album In Mysterious Ways a été publié en octobre 1985, qui a passé une semaine au n ° 85 du classement britannique.  Musicalement, il n'a pas été considéré comme une avancée significative par rapport au son de ses trois albums précédents, ni comme un succès commercial bien que les paroles de l'album soient bien plus romantiques que n'importe lequel de ses albums précédents. Foxx a déclaré plus tard qu'à l'époque, il se sentait séparé de toute influence musicale contemporaine. Cependant, il a produit, co-écrit et joué sur Pressure Points de Anne Clark, la même année.

## Retrait de la scène musicale (1985)
Après In Mysterious Ways, Foxx a temporairement quitté sa carrière dans la musique pop. Il a vendu son studio d'enregistrement et est revenu à sa carrière antérieure de graphiste, travaillant sous son vrai nom de Dennis Leigh. Des exemples de ce travail incluent les couvertures de livre de Salman Rushdie Last Sigh, Sexing the Cherry de Jeanette Winterson, A Dead Man in Deptford d'Anthony Burgess et plusieurs livres de la série Arden Shakespeare.
Foxx a commencé à trouver l'inspiration dans la house underground et les scènes de musique acidulée de Detroit et de Londres. Avec Nation 12 au début des années 1990, Foxx a sorti deux singles de 12 pouces, "Remember" et "Electrofear". Le premier était une collaboration avec Tim Simenon, mieux connu pour son projet Bomb the Bass. Le groupe a également écrit la musique des jeux vidéo Bitmap Brothers Speedball 2 (1990) et Gods (1991, "Into the Wonderful"). Il a également travaillé avec LFO et a réalisé le clip de leur premier single éponyme. À peu près à cette époque, Foxx a également enseigné un cours de diplôme en arts graphiques et design à l'Université métropolitaine de Leeds.

## Re-émergence avec Louis Gordon (1997)
Le 24 mars 1997, Foxx fait un retour sur la scène musicale avec la sortie simultanée de deux albums, Shifting City et Cathedral Oceans sur Metamatic Records. Shifting City était la première collaboration de Foxx avec le musicien de Manchester Louis Gordon.
Le 11 octobre 1997, Foxx a joué son premier concert public depuis 1983 à The Astoria, Londres. Un CD en édition limitée de douze titres (1000 exemplaires numérotés seulement) intitulé Subterranean Omnidelic Exotour était disponible à l'achat par les détenteurs de billets. Foxx et Gordon ont continué à travailler ensemble, se produisant en direct sur le Subterranean Omnnidelic Exotour en 1997 et 1998 et en sortant un deuxième album The Pleasures of Electricity, en septembre 2001. Deux ans plus tard, ils ont de nouveau tourné pour promouvoir l'album Crash and Burn, sorti en Septembre 2003 sur les disques Metamatic de Foxx.
Trois albums collaboratifs avec Louis Gordon sont sortis fin 2006: Live From a Room (As Big as a City), un album studio 'live' de la tournée 2003 (sorti en association avec un CD d'interview intitulé "The Hidden Man") en Octobre; l'album studio From Trash en novembre et un autre album des mêmes sessions quelques semaines plus tard lors de la mini-tournée qui l'accompagne. Ce paquet de deux CD, intitulé Sideways, comprenait dix pistes originales plus deux versions étendues de chansons sur From Trash. Le deuxième disque contenait une longue interview avec Foxx décrivant la réalisation de From Trash qui n'était disponible que lors des concerts de la tournée 2006.
Les enregistrements "live in the studio" distribués à l'origine en édition limitée lors du Subterranean Omnidelic Exotour de 1998 ont ensuite été mis à disposition via le double CD The Golden Section Tour + The Omnidelic Exotour (2002) et la réédition du double CD de Shifting City en 2009. L'album Retro Future (2007) est une performance live sur scène enregistrée à l'Exotour, le 10 janvier 1998 au Shrewsbury Music Hall. Il a été publié pour la tournée Metamatic 2007 de John Foxx et limité à l'origine à 1000 pressages.

## Collaborations
Foxx a joué et enregistré avec une variété d'artistes et de musiciens depuis son retour sur la scène musicale au milieu des années 90, notamment avec Louis Gordon mais aussi avec Harold Budd, Jori Hulkkonen, Robin Guthrie (anciennement de Cocteau Twins), Ruben Garcia et Le cercle de Belbury.
En avril 2005, Foxx a participé à l'album Dualizm du DJ finlandais Jori Hulkkonen, où il a interprété "Dislocated" que Hulkkonen avait écrit pour lui. Foxx et Hulkkonen ont publié un autre EP collaboratif en 2008 intitulé Never Been Here Before. Un remix de Dislocated a été publié sur la compilation Metatronic de Foxx en 2010, tandis que Never Been Here Before apparaît sur la compilation de 2013 Metadelic. Hulkkonen a joué en tant que musicien de soutien au premier concert de John Foxx And The Maths au Roundhouse en 2010 et a également rejoint Foxx et le groupe sur scène pour interpréter Underpass. Un nouvel EP intitulé European Splendor publié sous le nom de John Foxx + Jori Hulkkonen est sorti en août 2013 sur le label Sugarcane Recordings.

## Cathedral Oceans
Le premier volume de Cathedral Oceans est sorti en même temps que l'album Shifting City qui marquait le retour de John Foxx sur la scène musicale et sa collaboration avec Louis Gordon. En contraste frappant avec ce dernier, Cathedral Oceans est une œuvre plus éthérée et ambiante combinée avec la propre œuvre de Foxx de décors naturels envahis superposés sur des visages de statues. 2003 a également vu la sortie du deuxième volume, Cathedral Oceans II ainsi qu'un autre disque ambiant, le double CD Translucence and Drift Music avec Harold Budd. En 2004, de septembre à octobre, une collection d'images de Cathedral Oceans a été exposée à BCB Art, Hudson, New York, et l'année suivante Cathedral Oceans III a été publié.
Un deuxième DVD en son surround de Cathedral Oceans est sorti en mars 2007. Il contenait son œuvre d'art transformée en un film conçu comme un "vitrail numérique à mouvement lent, hallucinogène, destiné à être projeté aussi grand que possible sur l'architecture et dans les lieux publics". L'œuvre a été créée en novembre 2006 au Festival international du film de Leeds. En juillet 2007, Foxx a exposé certaines de ses œuvres d'art pour Cathedral Oceans sous forme de tirages numériques grand format au Fulham Palace dans le cadre de l'exposition RetroFuture organisée par ArtHertz. Lors de la soirée d'ouverture, Foxx a interprété une pièce pour piano accompagnant une lecture de son roman inédit The Quiet Man devant un public pour la première fois.
En 2005, Foxx est apparu sur scène au Brighton Pavilion avec Harold Budd et Bill Nelson dans le cadre d'un concert pour célébrer le travail du pianiste à la retraite, ce qui a conduit à l'annonce en octobre de cette année-là que Foxx serait impliqué dans des collaborations avec Jah Wobble, Robin Guthrie, Steve Jansen et Nelson.

## Tiny Colour Movies
En juin 2006, Foxx a sorti un album solo instrumental, Tiny Color Movies, composé de 15 musiques instrumentales inspirées de courts métrages d'art qu'il a vus lors d'une projection privée. Son site officiel les a décrits comme ayant «l'approche cinématographique et atmosphérique» des faces B instrumentales de l'ère métamatique «Glimmer», «Film One» et «Mr No». Le 18 novembre 2006, Foxx a donné une représentation de l'œuvre au cinéma Duke of York à Brighton, où Tiny Color Movies a été présenté en grande première dans le cadre du Festival du film de la ville. Des versions éditées des films ont été montrées sur grand écran pour la première fois avec Foxx jouant un mélange d'accompagnement en direct et enregistré de l'album. Ce «film» a été montré à nouveau au Fulham Palace en juillet 2007, et dans un format légèrement révisé à l'ICA et dans le cadre du 21e Festival international du film, à Leeds en novembre de cette année. 
En septembre 2007, une édition remasterisée de Metamatic est sortie sous la forme d'un pack de deux CD contenant l'album original, ainsi que la plupart des faces B associées et des pistes supplémentaires de la période, y compris deux nouvelles chansons réassemblées à partir de la musique originale enregistrée à l'époque. Le même mois, une vitrine du travail de Foxx a eu lieu à l'Institute of Contemporary Art de Londres, où il a interprété une autre version de Tiny Color Movies et animé une session de questions réponses. Cela a été suivi par la première performance live de l'album entier de Metamatic, au cours de laquelle Foxx et Louis Gordon ont été accompagnés sur scène par Steve D'Agostino. Plus tard dans la soirée, le DVD de Cathedral Oceans a été projeté dans l'un des studios de cinéma de l'ICA. En octobre, Foxx et Gordon ont fait une tournée au Royaume-Uni avec Metamatic, aboutissant à un spectacle au Cargo à Londres. L'année s'est terminée par deux expositions au Luminaire de Londres. Un album live intitulé A New Kind of Man, extrait des performances Metamatic en 2007, a été publié sur Metamatic Records le 28 avril 2008. 
Foxx a présenté trois pièces différentes de son travail solo en l'espace d'une semaine en juin 2008. Cela a commencé par une projection de Tiny Color Movies au Caixaforum de Barcelone le 14 juin 2008, suivie d'une représentation de Cathedral Oceans III à l'intérieur de la Grande Salle. au château de Durham, en Angleterre, le 18 juin. Il a ensuite voyagé en Italie et a présenté un extrait de The Quiet Man au 14ème Festival Internazionale di Poesia à Gênes. 

## John Foxx & The Maths
En décembre 2009, le site Metamatic annonçait le nouveau projet musical John Foxx and the Maths, nom donné à l'œuvre écrite et produite par John Foxx et Benge. Benge avait déjà annoncé la nouvelle sur son propre blog en novembre en appelant The Maths "un nouvel album en projet". Un premier single en téléchargement uniquement, "Destination" / "September Town", est sorti en décembre 2009 par Townsend Records et plus tard via iTunes.
Le duo a continué à travailler dans le studio de Benge tout au long de 2010 et de nouvelles pièces ont été présentées en avant-première au festival de musique électronique Short Circuit à The Roundhouse à Londres le 5 juin 2010. Un nouvel album intitulé Interplay a été annoncé en janvier 2011 et sorti le 21 mars. L'album a gagné l'acclamation critique avec The Quietus l'appelant "l'un des meilleurs disques électroniques que vous entendrez en 2011." Le Quietus a également lancé un concours de remix pour coïncider avec la sortie de l'album. Les extraits de l'album Shatterproof ont été mis à disposition pour téléchargement, remixage et re-upload via le site SoundCloud. Le concours a été remporté par Dave Poeme Electronique. La sortie de l'album a été précédée d'un remix de Shatterproof sur YouTube.
Un autre événement live mettant en vedette John Foxx and the Maths a eu lieu en avril 2011. Back to the Phuture a été présenté comme un événement spécial de musique électronique - avec des sets live de Foxx, Gary Numan, Mirrors et Motor - plus un DJ set par Daniel Miller. Encore une fois, une sélection de morceaux du nouvel album et des œuvres passées de Foxx ont été jouées.
Une version de la chanson de Pink Floyd "Have a Cigar" a été enregistrée pour un CD hommage publié par le magazine Mojo avec leur numéro d'octobre 2011. Il a été annoncé peu de temps après que la version sur le CD n'était pas la version complète, et un téléchargement gratuit de la version finale a été offert via le site Web de Mojo.
Une tournée de neuf dates au Royaume-Uni de John Foxx and the Maths a été annoncée en juillet 2011, ainsi que des performances live en Pologne et en Belgique. Un deuxième album, The Shape of Things, a également été annoncé avant la tournée et n'était initialement disponible à l'achat que dans les lieux de tournée.
En janvier 2013, il a été annoncé que John Foxx and the Maths serait l'acte de soutien pour la tournée anglaise Electric Spring de Orchestral Manoeuvres in the Dark. La tournée de 13 dates s'est déroulée du 30 mars au 14 avril 2013. Le seul spectacle en direct à la une de 2013 a eu lieu le 7 juin au Brighton Concorde. L'album live "In The Studio", Rhapsody, a été publié pour coïncider avec ces performances live.
Une annonce du compte Facebook officiel de Foxx en mai 2019 a déclaré que John Foxx and The Maths étaient de retour en studio pour travailler sur un nouvel album, cette fois avec Robin Simon à la guitare. Un court clip vidéo de Foxx et Simon dans le studio de Benge a également été posté sur le compte officiel de Benge. L'album qui en résulte, Howl, est sorti en juillet 2020 et a atteint la 80e place du UK Albums Chart début août 2020, devenant ainsi le premier album de John Foxx and the Maths à figurer au Royaume-Uni et le premier album de Foxx au Royaume-Uni. depuis 1985. 

## Hommages et reconnaissances
Dans la perspective de la tournée John Foxx and The Maths Interplay en octobre 2011, Artrocker a publié une série d'articles sur Foxx, dont une interview filmée prise aux studios The Garden à Londres. Les articles spéciaux de la "Semaine John Foxx" contenaient également des citations et des commentaires sur son travail de la part de divers musiciens et cinéastes, dont The Orb, Vincent Gallo, les membres de Ladytron et Duran Duran, le réalisateur Alex Proyas et le créateur de Awaydays Kevin Sampson. La version imprimée correspondante Artrocker (numéro 115) a également présenté Foxx et Gary Numan ensemble dans une interview en profondeur. Le magazine contient d'autres hommages de Philip Oakey de The Human League et Jim Kerr de Simple Minds.
En mai 2013, "Exponentialism", un EP de quatre reprises de titres de John Foxx par I Speak Machine ("My Sex" et "I Want To Be A Machine") et Gazelle Twin ("He is a liquid" et "Never Let Me Go "), a été publié sur les disques Metamatic. En 2011, Gazelle Twin a déclaré au magazine Artrocker: "" Never Let Me Go" est un mirage de confort maternel dans un monde toxique et implacable. C'est l'une de ces chansons que j'aurais aimé faire; trempée d'impulsions analogiques et de drones. Une berceuse comme une mélodie de synthé accompagnant une partie à double voix androïde (mais émotionnelle).
En juin 2014, il a été annoncé que Foxx recevrait un diplôme honorifique de l'Université Edge Hill, Ormskirk, Lancashire. Il a été nommé docteur honoris causa en philosophie lors de la cérémonie à l'université le 21 juillet 2014.

## Discographie

### Albums

#### Ultravox!
- Ultravox! (1977)
- Ha!-Ha!-Ha! (1977)
- Retro Live (EP) (1978)
- Systems of Romance (1978)
- Three Into One (1980)
- The Island Years (1989)

#### Solo
- Metamatic (1980)
- The Garden (1981)
- The Golden Section (1983)
- In Mysterious Ways (1985)
- Assembly (1992)
- Cathedral Oceans (1997)
- The Golden Section Tour + The Omnidelic Exotour (2002)
- Cathedral Oceans II (2003)
- Cathedral Oceans III (2005)
- The Hidden man (2006)
- Tiny Colour Movies (2006)
- Sideways (2006)
- A New Kind Of Man (Live) (2008)
- Glimmer: Best Of John Foxx (2008)
- In The Glow (Live) (2009)
- My Lost City (compilation de titres rares enregistrés entre 1981 & 1987) (2010)
- B-Movie (Ballardian Video Neuronica) (2014)
- 20th Century: The Noise (compilation qui inclut un titre instrumental inédit, "Musique electron") (2015)
- London Overgrown (2015)
- The Marvellous Notebook (2022)
- Avenham (2023)

#### Avec Louis Gordon
- Shifting City (1997)
- Exotour 97 (1997)
- Subterranean Omnidelic Exotour (1998)
- The Pleasures of Electricity (2001)
- Crash and Burn (2003)
- Drive EP (2003)
- From Trash (2006)
- Sideways (2006)

#### Avec Harold Budd
- Translucence/Drift Music (2003)
- Nighthawks (2012)

#### Avec Nation 12
- Electrofear (2005)

#### Avec Jori Hulkkonen
- European Splendour (2013) (avec un remix de David Lynch sur l'édition Deluxe)

### Singles

#### Avec Tiger Lily
- Ain't Misbehavin' - 3:12 / Monkey Jive - 3:36 (1974)

#### Avec Ultravox!
- The Wild, the Beautiful and the Damned - 5:50 (1976)
- Dangerious Rhythm - 4:14 / My Sex - 3:01 (1977)
- Modern Love (live) - 2:31 / Quirks - 1:38
- Young Savage - 2:58 / Slip away - 4:09 (1977)
- Rockwork - 3:33 / Hiroshima Mon Amour - 4:54 (1977)
- The Peel Sessions (1977 / 1988)
- Slow Motion - 3:27 / Dislocation - 2:55 (1978)
- Quiet Men - 3:15 / Cross Fade 2:56 (1978)

#### Avec Nation 12
- Remember /Remember (Sub Dub Mix) / Listen to the Drummer / Remember (1990)
- Electrofear (Beastmix) - 4:20 / Electrofear (Shemsijo Mix) - 4:20 / Electrofear (Dogmix) - 3:56 (1991)

#### Solo
- Underpass - 3:18 / Film One - 4:00 ( 1980)
- Underpass (full length) - 3:56 / He's a Liquid (alternate) - 3:06 (1980)
- No-One Driving (Remix) - 3:42 / Glimmer - 3:35 / This City - 3:05 / Mr. No 3:12 (1980)
- Burning Car - 3:12 / 20th Century - 3:04 (1980)
- Miles Away - 3:17 / A Long Time - 3:49 (1980)
- Europe After the Rain - 3:37 / This Jungle - 4:41 (1981)
- Europe After the Rain - 3:59 / This Jungle - 4:41 / You Were There - 3:49 (1981)
- Dancing Like a Gun - 3:38 / Swimmer 2 - 3:30 (1981)
- Dancing Like a Gun - 4:11 / Swimmer 1 - 5:08 / Swimmer 2 - 3:30 (1981)
- Endlessly - 3:51 / Young Man - 2:53 (1982)
- Endlessly (new version) - 4:18 / A Kind of Wave - 3:39 (1983)
- Endlessly (new version) - 4:18 / Dance with Me - 3:31 (1983)
- Endlessly (new version) - 4:18 / Ghosts on Water - 3:12 / A Kind Of Wave - 3:39 / Dance with Me - 3:31 (1983)
- Endlessly (12" version) - 7:40 / A Kind of Wave (12" version) 4:58 (1983)
- Your Dress - 3:59 / Woman on a Stairway - 4:28 (1983)
- Your Dress - 3:59 / Woman on a Stairway - 4:28 / The Lifting Sky - 4:44 / Annexe - 3:04 (1983)
- Your Dress - 4:26 / The Garden - 7:14 (1983)
- Like a Miracle - 5:11 / The Lifting Sky - 4:44 (1983)
- Like a Miracle (extended version) - 8:11 / Wings & a Wind - 5:17 (1983)
- Stars on Fire - 4:52 / What Kind of a Girl - 4:40 (1985)
- Stars on Fire - 4:52 / What Kind of a Girl - 4:56 / City Of Light - 3:38 / Lumen de Lumine - 2:36 (1985)
- Stars on Fire - 7:15 / City of Light - 3:38 / What Kind Of A Girl - 4:56 (1985)
- Enter the Angel - 3:58 / Stairway - 5:00 (1985)
- Enter the Angel - 5:52 / Stairway - 5:54 (1985)